# Émilie Heymansová
Émilie-Joane Heymansová (* 14. prosince 1981 Brusel) je bývalá kanadská skokanka do vody. 
Narodila se v Belgii, kterou její matka Marie-Paule Van Eycková reprezentovala v šermu na olympiádě v roce 1976. Vyrůstala od roku 1982 v Greenfield Parku nedaleko Montréalu. Původně se věnovala sportovní gymnastice, avšak v jedenácti letech jí bylo řečeno, že je na gymnastku příliš vysoká, takže dala přednost skokům do vody. 
V roce 1999 vyhrála skok z desetimetrové věže na Panamerických hrách. Na Letních olympijských hrách 2000 získala s Anne Montminyovou stříbrnou medaili v synchronizovaných skocích z věže a byla pátá v individuálních skocích. Na mistrovství světa v plavání 2003 získala titul ve skocích jednotlivkyň z věže. Téhož roku na Panamerických hrách obhájila zlatou medaili. Na LOH 2004 obsadila v soutěži dvojic spolu s Blythe Hartleyovou třetí místo a v individuální soutěži skončila čtvrtá. Na Panamerických hrách 2007 zvítězila s Marie-Ève Marleauovou v synchronizovaných skocích z věže.
Po olympiádě v Pekingu se ze zdravotních důvodů zaměřila na skoky z prkna a v roce 2009 získala v této disciplíně stříbro na světovém šampionátu. Na Hrách Commonwealthu v roce 2010 vyhrála s Jennifer Abelovou soutěž dvojic. Na olympiádě v roce 2012 skončily Heymansová s Abelovou na třetí příčce. Émilie Heymansová se tak stala první skokankou do vody i první Kanaďankou, která dokázala získat medaili na čtyř olympiádách v řadě.
V roce 2013 ukončila sportovní kariéru. Věnuje se podnikání a uvedla na trh kolekci plavek se svým jménem.